# Atletism la Jocurile Olimpice de vară din 2020 - 4x400 m (mixt)
Proba de ștafetă 4x400 de metri mixt de la Jocurile Olimpice de vară din 2020 a avut loc în perioada 30-31 iulie 2021 pe Stadionul Național al Japoniei.

## Recorduri
Înaintea acestei competiții, recordurile mondiale și olimpice erau următoarele:
| Record           | Țară                                                                | Rezultat   | Loc         | Data               |
| ---------------- | ------------------------------------------------------------------- | ---------- | ----------- | ------------------ |
| Recordul mondial | Wilbert London, Allyson Felix, Courtney Okolo, Michael Cherry (USA) | 3:09,34    | Doha, Qatar | 29 septembrie 2019 |
| Recordul olimpic | Probă nouă                                                          | Probă nouă | Probă nouă  | Probă nouă         |

## Program
Orele sunt ora Japoniei (UTC+9) 
| Data                   | Oră   | Etapă  |
| ---------------------- | ----- | ------ |
| Vineri, 30 iulie 2021  | 20:00 | Serii  |
| Sâmbătă, 31 iulie 2021 | 21:35 | Finala |

## Rezultate

### Runda 1
S-au calificat în finală primele trei echipe din fiecare serie (C) și următoarele două echipe cu cel mai bun timp (c). Mai întâi echipele din SUA și Republica Dominicană au fost descalificate. Apoi decizia a fost anulată și echipa Germaniei a fost avansată.

#### Seria 1
| Loc | Țară                       | Atleți                                                                                       | Timp    | Note  |
| --- | -------------------------- | -------------------------------------------------------------------------------------------- | ------- | ----- |
| 1   | Statele Unite ale Americii | Elija Godwin, Lynna Irby, Taylor Manson, Bryce Deadmon                                       | 3:11,39 | C, SB |
| 2   | Republica Dominicană       | Lidio Andrés Feliz, Marileidy Paulino, Anabel Medina, Luguelín Santos                        | 3:12,74 | C, RN |
| 3   | Belgia                     | Alexander Doom, Imke Vervaet, Camille Laus, Jonathan Borlée                                  | 3:12,75 | C, RN |
| 4   | Irlanda                    | Cillin Greene, Phil Healy, Sophie Becker, Christopher O'Donnell                              | 3:12,88 | c, RN |
| 5   | Germania                   | Marvin Schlegel, Corinna Schwab, Ruth Spelmeyer, Manuel Sanders                              | 3:12,94 | c, RN |
| 6   | Spania                     | Samuel García, Laura Bueno, Aauri Bokesa, Bernat Erta                                        | 3:13,29 | RN    |
| 7   | Nigeria                    | Ifeanyi Emmanuel Ojeli, Imaobong Nse Uko, Samson Oghenewegba Nathaniel, Patience Okon George | 3:13,60 | RA    |

#### Seria a 2-a
| Loc | Țară           | Atleți                                                                     | Timp    | Note      |
| --- | -------------- | -------------------------------------------------------------------------- | ------- | --------- |
| 1   | Polonia        | Dariusz Kowaluk, Iga Baumgart, Małgorzata Hołub-Kowalik, Kajetan Duszyński | 3:10,44 | C, RO, RN |
| 2   | Olanda         | Jochem Dobber, Lieke Klaver, Lisanne de Witte, Ramsey Angela               | 3:10,69 | C         |
| 3   | Jamaica        | Sean Bailey, Junelle Bromfield, Stacey-Ann Williams, Karayme Bartley       | 3:11,76 | C         |
| 4   | Marea Britanie | Cameron Chalmers, Zoey Clark, Emily Diamond, Lee Thompson                  | 3:11,95 | c, RN     |
| 5   | Italia         | Edoardo Scotti, Alice Mangione, Rebecca Borga, Vladimir Aceti              | 3:13,51 | RN        |
| 6   | Ucraina        | Mykyta Barabanov, Kateryna Klymyuk, Alina Lohvânenko, Oleksandr Pohorilko  | 3:14,21 |           |
| 7   | Brazilia       | Pedro Burmann, Tiffani Marinho, Tábata de Carvalho, Anderson Henriques     | 3:15,89 | RA        |
| 8   | India          | Mohammad Anas Yahiya, Revathi Veeramani, Subha Venkatesan, Arokia Rajiv    | 3:19,93 |           |

### Finala
| Loc | Țară                       | Atleți                                                                       | Timp    | Note      |
| --- | -------------------------- | ---------------------------------------------------------------------------- | ------- | --------- |
| 1   | Polonia                    | Karol Zalewski, Natalia Kaczmarek, Justyna Święty-Ersetic, Kajetan Duszyński | 3:09,87 | RO        |
| 2   | Republica Dominicană       | Lidio Andrés Feliz, Marileidy Paulino, Anabel Medina, Alexander Ogando       | 3:10,21 | RN        |
| 3   | Statele Unite ale Americii | Trevor Stewart, Kendall Ellis, Kaylin Whitney, Vernon Norwood                | 3:10,22 | SB        |
| 4   | Olanda                     | Liemarvin Bonevacia, Lieke Klaver, Femke Bol, Ramsey Angela                  | 3:10,36 | RN        |
| 5   | Belgia                     | Dylan Borlée, Imke Vervaet, Camille Laus, Kevin Borlée                       | 3:11,51 | RN        |
| 6   | Marea Britanie             | Nicklas Baker, Nicole Yeargin, Emily Diamond, Cameron Chalmers               | 3:12,07 |           |
| 7   | Jamaica                    | Sean Bailey, Stacey-Ann Williams, Tovea Jenkins, Karayme Bartley             | 3:14,95 |           |
| 8   | Irlanda                    | Cillin Greene, Phil Healy, Sophie Becker, Christopher O'Donnell              | 3:15,04 |           |
|     | Germania                   | Marvin Schlegel, Corinna Schwab, Nadine Gonska, Manuel Sanders               | DS      | TR 24.6.3 |